# Ally Sloper
Alexander "Ally" Sloper è un personaggio immaginario creato da Charles H. Ross considerato uno dei precursori dell'arte del fumetto.
Il personaggio è apparso anche in alcuni film tra fine dell'800 e primi decenni del '900 e in una vasta gamma di merchandising come gli orologi da tasca. La sua popolarità ed influenza lo ha portato ad essere utilizzato a volte come strumento di propaganda per le politiche del governo britannico. Il personaggio ha avuto influenza sulla creazione del personaggio di Charlot insieme a Happy Hooligan.

## Storia editoriale
"Ally" Sloper è stato creato per la rivista satirica Judy, da Charles Henry Ross e disegnato dalla moglie francese Emilie de Tessier - una delle poche donne disegnatrici di fumetti nell'Europa del tempo, sotto lo pseudonimo di "Marie Duval". Le strisce usavano il testo sotto le vignette (come in Italia il Signor Bonaventura), e fu presentato in anteprima il 14 agosto 1867 su Judy, un magazine rivale del famoso Punch. Lo scoppio della prima guerra mondiale portò alla chiusura della pubblicazione nel 1916; ci furono anche tentativi dopo la guerra di rilanciare il personaggio ma il fumetto non tornò mai ad avere il successo di una volta in quanto si trattava di una figura ormai stereotipata in stile vittoriano, che non si adattava più alla nuova generazione post-bellica.

## Caratterizzazione del personaggio
Uomo alto con un cilindro e dal naso rosso, un archetipo di un impresario pigro che spesso si trova ad avere debiti con il suo padrone di casa e gli altri creditori.

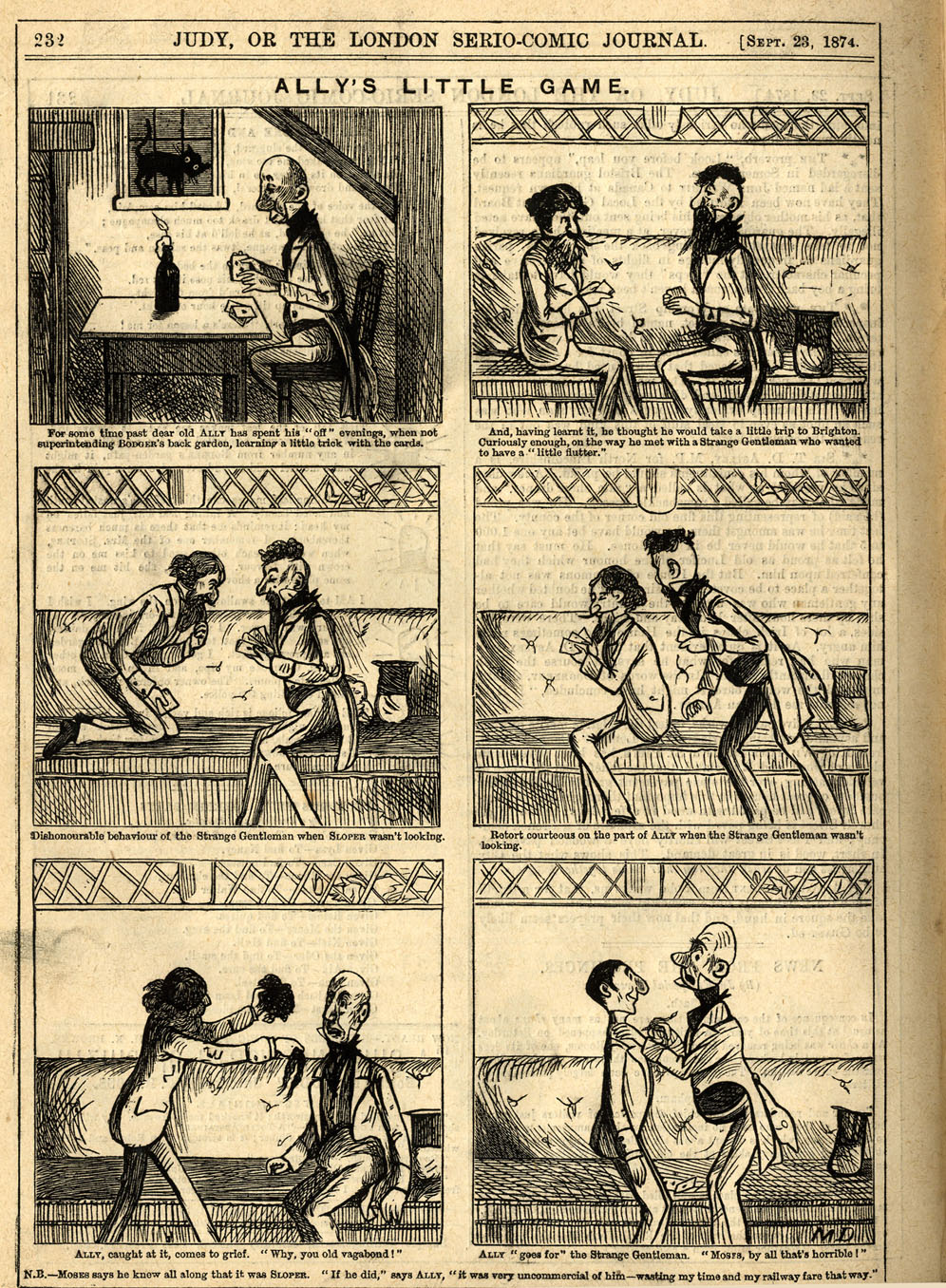
Esempio di "striscia"di Ally Sloper di Marie Duval (Ally's Little Game, 1874)

## Altri media
Il personaggio è apparso in alcuni film tra fine dell'800 e primi decenni del '900 e, negli anni 2000, è stato ripreso in una produzione teatrale.